# Lennart Sjöberg
Hans Lennart Sjöberg, född 23 mars 1939 i Katarina församling i Stockholm, död 9 oktober 2021 i Danderyds distrikt i Stockholms län, var en svensk professor i psykologi verksam vid flera svenska högskolor.

## Biografi
Efter filosofie licentiat-examen i Sverige och doktorsstudier vid Princeton University 1963–1964 disputerade Sjöberg i psykologi vid Stockholms universitet 1965. Han blev tillförordnad professor vid Lunds universitet 1966, tillförordnad professor vid Uppsala universitet 1967–1968 och var Visiting Associate Professor vid Department of Psychology, University of California, Berkeley, 1968–1969.
År 1970 utsågs Sjöberg till professor i psykologi vid Göteborgs universitet, en befattning han innehade fram till 1988. Efter några år som forskare vid europeiska universitet var han professor vid Handelshögskolan i Stockholm i ekonomisk psykologi 1988–2005 och chef för Handelshögskolans Centrum för Riskforskning sedan 1988. Under 2010-talet var han verksam vid Stockholms universitet och forskningschef vid Psykologisk metod AB.
Sjöbergs avhandling berörde metoder för psykologisk mätning, en inriktning som kom att bli central i hans forskning. Han utvecklade psykologiska mätinstrument med statistiska och matematiska modeller inom områden som perceptuella upplevelser, sinnesstämningar, motivation, känslor, riskupplevelser samt personlighetsdrag i vidare mening. Han har forskat inom områden som riskpsykologi, emotionell intelligens, personlighetstestning och forensisk psykologi. Han har blivit uppmärksammad för sin forskning om upplevelser av olika slag av samhällsrisker, där han klarlade hur riskupplevelser beror på ett samspel mellan emotioner och hur risksituationen uppfattats. Han var kring 2000 aktiv i debatten om projektiva testers validitet och ifrågasatte den tilltro som sattes till testerna.
Han skrev över 620 artiklar och böcker och handledde cirka 35 doktorander fram till disputation. Hans publicering har (2025) enligt Scopus över 6 000 redigeringar och ett h-index på 40.
Sjöberg skrev flera artiklar om styckmordsfallet i Solna 1984 där två läkare åtalades för mord 1988 på en prostituerad kvinna. Han menade att det rörde sig om ett justitiemord och har publicerat engelska texter om fallet för att sprida kunskap om ärendet utomlands.

## Utmärkelser
- 1989 – ledamot av Kungliga Ingenjörsvetenskapsakademien, avdelning VI
- 2008 – ledamot av Det Kongelige Norske Videnskabers Selskab
- 2013 – "The Swedish Risk Academy Award" från Riskkollegiet, med motiveringen "Lennart Sjöberg har, med en bakgrund i metodutveckling, beslutsfattande, ekonomisk psykologi, emotionell intelligens, personlighetstestning och riskforskning, särskilt inriktad på riskperception, gett omfattande och unika bidrag till både svensk och internationell riskforskning. Hans banbrytande empiriska studier som rör speciellt samhällsengagerande frågeställningar har lett till ökad förståelse om hur människor uppfattar och bedömer risker till olika företeelser. Detta har varit till stort gagn såväl vetenskapligt som för myndigheternas, organisationernas och företagens praktiska hantering av risker".[14]